# ليو الثاني
ليو الثاني (467 - 474) كان إمبراطوراً بيزنطياً حكم منذ يناير حتى نوفمبر من العام 474. كان ابن زينون. توفي بعد 10 أشهر من بداية حكمه بسبب إصابته بمرض، وخلفه أبوه زينون.
| قبله: ليو الأول | الأباطرة البيزنطيون | بعده: زينون |